# Telmont
Telmont is een champagnehuis dat in 1912 werd opgericht en in Damery is gevestigd. Het bedrijf is eigendom van de familie Lhopital, de twee cuvées de prestige heten Le Grand Couronnement, een millésime uit 2000 en O.R. 1735.
Het huis verkocht in 2014 zes champagnes en een "stille" wijn:
- De Brut Sans Année wordt verkocht onder het etiket "Grande Réserve". Deze assemblage van 1/3 chardonnay, 1/3 pinot noir en 1/3 pinot meunier uit veertig gemeenten van de Côte des Blancs en de vallei van de Marne werd in roestvrijstalen tanks bewaard en aangevuld met wijnen uit de reserve van het huis. Zo kan De Telmont voor dit visitekaartje van het wijnhuis een constante kwaliteit garanderen. De "tirage", het aanbrengen van de liqueur de tirage vond negen maanden na de oogst plaats. De 800.000 flessen Grande Réserve die het huis ieder jaar vult zijn ongeveer drie jaar in de kelder gerijpt.
- De roséchampagne wordt als "Rosé" verkocht. Deze assemblage van 85% chardonnay en 15% rode wijn van pinot noir is gemaakt van druiven uit de Côte des Blancs, de vallei van de Marne en de Coteaux du Sézannais. De wijn werd in roestvrijstalen tanks bewaard. De "tirage", het aanbrengen van de liqueur de tirage vond negen maanden na de oogst plaats. De 75.000 flessen rosé die het huis ieder jaar vult zijn 15 tot 18 maanden in de kelder gerijpt.
- De Grand Vintage is een millésime van 40% chardonnay, 40% pinot meunier & 20% pinot noir uit de Côte des Blancs, Sézannais en de vallei van de Marne. De champagnehuizen kunnen niet van ieder wijnjaar een millésime maken. In 2014 verkocht De Telmont de millésime uit 2004. De 180.000 flessen van dat jaar mochten 5 of 6 jaar op gist rijpen.
- De Blanc de Blancs, een blanc de blancs is een witte wijn van witte druiven, is een millésime van chardonnay uit de Côte des Blancs, Sézannais en de vallei van de Marne. De 40.000 van de oogst van 2006 flessen mochten ongeveer 5 jaar op gist rijpen.
- De Grand Couronnement, de cuvée de prestige van het huis, is een blanc de blancs, Deze millésime uit 2000 van chardonnay uit de Côte des Blancs, Avize et Chouilly mocht 8 tot 10 jaar op gist rijpen. De Telmont produceerde 250.000 flessen.
- De O.R. 1735, een tweede cuvée de prestige is ook een blanc de blancs. Ditmaal komen de druiven uitsluitend uit Avize en Chouilly, twee van de grand cru-gemeenten van de Champagne. In de kelders liet men 1/5 deel van de oogst in eiken kuipen fermenteren. De rest werd in grote roestvrijstalen vaten bewaard.  De titrage van de 25.000 flessen volgde na 9 maanden. In 2014 werd de millésime uit 2000 aangeboden.
- De derde cuvée de prestige is de Cuvée Insolite, een "vin tranquille" oftewel een stille champagne uit een enkel oogstjaar. Deze blanc de blancs van chardonnay uit de wijngaarden waarvan ook de schuimende champagne wordt gemaakt bevat dus niet de voor champagne kenmerkende belletjes koolzuur. Dergelijke wijnen worden als Appellation d'Origine Contrôlée Coteaux champenois verkocht. De fles is even duur als de champagnes van dit huis.